# Константинос Кукодимос
Константинос Георгиу Кукодимос (на гръцки: Κωνσταντίνος Γεωργίου Κουκοδήμος) е гръцки спортист, състезател по скок на дължина и политик от Нова демокрация.

## Биография
Константинос Йованопулос е роден на 14 септември 1969 година в Мелбърн, Австралия. По произход е от катеринското село Агиос Димитриос - син е на преселници от селото в Мелбърн. Завършва физическо възпитание и спортни науки в Солунския университет. Член е на гръцкия национален отбор по лека атлетика в продължение на 16 години. Печели бронзов по лека атлетика на европейското първенство в 1994 година. Избран е от Пиерия за депутат от Нова демокрация на изборите от 2007, 2009, 2012 и 2015 година.